# Zelda II: The Adventure of Link
Zelda II: The Adventure of Link, chamado no Japão de The Legend of Zelda 2: The Adventure of Link (ゼルダの伝説2 リンクの冒険, Zeruda no Densetsu Tsū Rinku no Bōken) é um jogo eletrônico, sendo o segundo jogo da série The Legend of Zelda e uma continuação direta do jogo anterior. O título foi incluído no pacote de 20 jogos do programa de "embaixadores" do Nintendo 3DS, que permitiu àqueles que tinham comprado o portátil antes do corte do preço baixarem o jogo gratuitamente.

## Gráficos
Ao contrário do primeiro game em que a tela é vista de cima, nessa nova aventura o jogo se vale de uma visão lateral, conhecida como side scrolling.

## Jogabilidade
Zelda II: The Adventure of Link é um jogo de RPG de ação, com pouca semelhança com o primeiro ou os mais recentes títulos da série The Legend of Zelda. The Adventure of Link apresenta áreas de side-scrolling em um mapa superior de cima para baixo, em vez da constante perspectiva de cima para baixo do título anterior, que apenas usava o side-scrolling em algumas áreas do porão das masmorras. A jogabilidade de side-scrolling e o sistema de experiência são semelhantes aos recursos da série Castlevania, especialmente Castlevania II: Simon's Quest. O jogo incorpora um sistema de combate estratégico, um sistema de proximidade com base em vidas, um sistema de pontos de experiência, feitiços mágicos e mais interação com personagens não jogáveis. Além dos jogos não-canônicos de The Legend of Zelda lançados para o CD-i, Link: The Faces of Evil e Zelda: The Wand of Gamelon, nenhum outro jogo da série inclui um recurso de vidas limitadas. O ângulo lateral (side-scrolling) foi usado novamente em Link's Awakening e em outros títulos do Game Boy, mas não era o ângulo principal nesses jogos, que se baseavam principalmente na visão de cima para baixo.

### Níveis de experiência
Neste jogo, Link ganha pontos de experiência para melhorar seu ataque, magia e barra de vida derrotando inimigos. Ele pode aumentar cada um desses atributos para um máximo de oito níveis. Aumentar o nível de vida diminuirá o dano que Link recebe ao ser atingido, aumentar um nível de magia diminuirá o custo de pontos mágicos dos feitiços e aumentar o nível de ataque fortalecerá o poder ofensivo de sua espada. Cada atributo requer uma quantidade diferente de experiência para subir de nível, com o nível de vida exigindo o menor número de pontos a nivelar e o ataque exigindo o máximo. Quando pontos suficientes são adquiridos para aumentar um atributo, o jogador pode optar por aumentar o nível desse atributo ou cancelar e continuar ganhando pontos de experiência no próximo nível em outro atributo. Depois que Link eleva um atributo ao nível máximo de oito, avanços adicionais nesse atributo darão uma vida extra ao Link, sem avançar o próprio atributo. Link começa o jogo com quatro Heart Containers (corações) e quatro Magic Containers (espaços de magia) e pode adquirir até mais quatro, aumentando permanentemente seus pontos de vida e pontos mágicos, respectivamente. Outros jogos da série The Legend of Zelda apenas permitem que Link aumente sua força através de novas armas, itens e Heart Containers. Certos inimigos drenam a experiência de Link quando atacam, mas ele nunca perde um nível depois de aumentado. Quando um jogo termina ou é salvo, o cartucho registra os níveis de habilidade atuais de Link e o número de pontos de experiência necessários para o próximo aumento, mas redefine seus pontos acumulados para zero.

### Mapa e side-scrolling
The Adventure of Link se desenrola em uma dinâmica de dois modos. O overworld, a área onde a maior parte da ação ocorre em outros jogos de The Legend of Zelda, é de uma perspectiva de cima para baixo, mas aqui serve como um centro para as outras áreas. Sempre que Link entra em uma nova área, como uma cidade, o jogo muda para uma visualização de side-scrolling. Este é o modo, no qual, a maioria das ações ocorre e, com exceção de pular na lava ou na água, é o único modo no qual Link pode sofrer danos e ser morto.
Link também entra nesse modo quando atacado por monstros errantes. Sempre que o jogador atravessa os vários ambientes de Hyrule, silhuetas inimigas aparecem e o perseguem. Das três criaturas aleatórias que aparecem, existem três tipos que correspondem à dificuldade relativa dos monstros no modo de batalha: uma bolha pequena e fraca que indica inimigos fáceis, uma bípede grande e forte que indica inimigos mais difíceis e uma fada, que colocará Link em uma única tela com uma fada grátis para reabastecer sua saúde. Esse método separado de viajar e entrar em combate é um dos muitos aspectos adaptados do gênero RPG. Entrar em pontos específicos no mapa do overworld mudará automaticamente o jogo para um modo de side-scrolling para um encontro inimigo ou coleta de itens.

### Combate
The Adventure of Link possui um sistema de combate mais complexo que o seu antecessor. Armado com uma espada e um escudo, Link deve alternar entre posições de pé e agachado para atacar os inimigos e se defender. Por exemplo, o inimigo Iron Knuckle muda a altura de seu ataque e seu escudo, dependendo da posição atual de Link, forçando-o a mudar de posição até que ele tenha chance de atacar com segurança. Link tem a capacidade de pular, que pode ser usado para atacar inimigos altos ou aéreos, e pode ser usado para evasão. Eventualmente, ele pode aprender técnicas para punhaladas no ar para cima e para baixo.

### Itens
Embora Link ainda deva coletar vários itens para progredir no jogo (como no título anterior e subsequentes da série), esses itens especiais concedem habilidades que permanecem em uso permanente pelo resto do jogo ou só podem ser ativadas no overworld. No lugar de itens usados ativamente, The Adventure of Link apresenta oito feitiços para Link usar durante cenas de ação. Cada feitiço é aprendido com um homem sábio diferente em uma das oito cidades de Hyrule. Link geralmente precisa completar missões secundárias, como recuperar itens perdidos, antes que eles ensinem seus feitiços. Alguns feitiços e itens são necessários para avançar no jogo. Além disso, o feitiço "Life"  se torna o principal meio de recuperar a saúde durante as cenas de ação, uma vez que, as fadas curativas são encontradas apenas em pontos fixos raros e aparecem somente, aleatoriamente, em encontros de inimigos no overworld.

### Replay
Como seu antecessor, The Adventure of Link permite armazenar até três jogos na memória do cartucho. Depois que o jogo é concluído, a seleção do arquivo correspondente no menu principal permite iniciar um novo jogo, preservando os níveis de experiência, técnicas e magias adquiridos (mas nenhum item especial, recipientes de coração e magia ou vidas extras, que devem ser obtidos novamente).

## História
Como continuação direta do Primeiro Legend of Zelda, Ganon morreu e seus servos estão sendo liderados por Link's Shadow, um guerreiro que possui as mesmas qualidades que Link. Link's Shadow e seus monstros buscam ressuscitar Ganon.
Quando o rei de Hyrule, que possuía a Triforce completa, foi morto misteriosamente, seu filho, o Príncipe de Hyrule e o grande Mago que era o conselheiro do rei estão em busca da Triforce da Sabedoria. Há rumores que a sabedoria foi dada a Zelda, a irmã mais nova do Príncipe, e portanto princesa de Hyrule. Tanto o Príncipe, quanto o conselheiro tentam fazê-la falar. Cansados, o mago apela para um lado que os anfitriões da família real desconheciam neste homem. Ele ameaça colocar Zelda em sono profundo, se ela não falar e lhe entregar a Triforce, e quando ela se recusa é adormecida pela eternidade. O mago cai junto. Mais tarde se descobre que a magia usada em Zelda é do mesmo homem que matou o rei, revelando-se que o Mago havia matado o rei.
Vários anos após os eventos de The Legend of Zelda,  Link, agora com 16 anos, percebe uma marca estranha nas costas da mão esquerda, exatamente como o símbolo de Hyrule. Ele procura Impa, que o leva ao Castelo do Norte, onde uma porta foi magicamente fechada por gerações. Impa coloca a parte de trás da mão esquerda de Link na porta, e ela se abre, revelando uma donzela adormecida. Impa diz a Link que a donzela é Zelda (não a Zelda do primeiro jogo), a princesa de Hyrule de muito tempo atrás, e a origem da "Lenda de Zelda". O irmão de Zelda tentou forçá-la a contar os segredos do pai, recentemente falecido, sobre a Triforce. A princesa Zelda se recusou a revelar sua localização, e o amigo bruxo do príncipe, com raiva, tentou atacá-la com um feitiço. Zelda caiu sob um poderoso feitiço para dormir, mas o mago não conseguiu controlar a magia dos arcos e foi morto por ela. O príncipe, cheio de remorso e incapaz de reverter o feitiço, teve sua irmã colocada na torre do castelo, esperando que um dia fosse acordada. Ele decretou que princesas nascidas da família real a partir daquele momento seriam chamadas Zelda, em memória dessa tragédia.
Impa diz que a marca na mão de Link significa que ele é o herói escolhido para despertar Zelda. Ela dá a Link um baú contendo seis cristais e escritos antigos que somente um grande futuro rei de Hyrule pode ler. Link descobre que ele pode ler o documento, mesmo que nunca tenha visto o idioma antes; indica que os cristais devem ser colocados em estátuas em seis palácios espalhados por toda Hyrule. Isso abrirá o caminho para o Grande Palácio, que contém a Triforce da Coragem. Somente o poder das Triforces combinadas pode despertar Zelda. Pegando os cristais, Link parte para restaurá-los em seus palácios. Enquanto isso, os seguidores de Ganon procuram matar Link, pois a aspersão de seu sangue nas cinzas de Ganon o trará de volta à vida.
Por fim, Link restaura os cristais nos seis palácios e entra no Grande Palácio. Depois de se aventurar ao longo de tal palácio, Link luta com uma criatura voadora conhecida como Thunderbird, seguida por sua sombria contraparte Dark Link. Link então reivindica a Triforce da Coragem e retorna para Zelda. Os três triângulos se unem ao Triforce coletivo, e o desejo de Link desperta Zelda.  O jogo termina quando eles (presumivelmente) se beijam sob uma cortina caindo.

## Lançamentos
O jogo foi lançado dia 15 de Janeiro de 1987 no Japão, em 22 de Dezembro nos EUA e em 26 de Novembro na Europa.